# Timon des Blés
Timon des Blés est une série de bande dessinée écrite par Daniel Bardet et dessinée par Éric Arnoux (tomes 1 à 4) puis Élie Klimos (tomes 5 à 8). Publiée dans Vécu à partir de 1985, ses huit albums ont été édités par Glénat jusqu'en 1995.

## Synopsis
L'histoire se déroule dans le dernier quart du XVIIIe siècle (1778-1795), celui des Lumières, et qui voit la naissance de l'Amérique indépendante et de la Révolution française.

Après avoir traversé l'Atlantique, on découvre l'Amérique où Timon séjourne environ deux ans. On le retrouve installé à Jersey, mais les évènements le font revenir dans la campagne normande et au Mont-Libre, puis en Bretagne, dans le pays d'Auray.

## Albums
- Timon des blés, Glénat, coll. « Vécu » :

1. Le Rêve d'Amérique (1986).
2. Les Insurgents (1988).
3. L'Habit rouge (1989).
4. Les Manteaux noirs (1991).
5. La Mouette (1992).
6. Patriote (1993).
7. Le Mont-Libre (1994).
8. Le P'tit Roi (1995).